# Шварценбах-ан-дер-Пилах
Шварценбах-ан-дер-Пилах (нем. Schwarzenbach an der Pielach) — община (нем. Gemeinde) в Австрии, в федеральной земле Нижняя Австрия. 

## Политическая ситуация
Бургомистр общины — Эрнст Кулофитс (АНП) по результатам выборов 2005 года.
Совет представителей общины (нем. Gemeinderat) состоит из 13 мест.
- АНП занимает 10 мест.
- СДПА занимает 3 места.